# Amícia de Courtenay
Amícia de Courtenay (em francês: Amicie; 1250 - Roma, 1275), foi senhora de Conches-en-Ouche e de Mehun, e condessa consorte de Artésia. Ela era a única filha de Pedro de Courtenay, senhor de Conches, e de Petronila de Joigny. Se casou com o conde Roberto II de Artésia, de quem foi a primeira esposa.

## Família
Seus avós paternos eram Roberto de Courtenay e sua segunda esposa, Matilde de Mehun. Seus avós maternos eram Gaucher de Joigny e sua segunda esposa, Amícia de Monfort.
Seu pai era sobrinho do Imperador latino de Constantinopla, Pedro II de Courtenay.
O senhor de Conches pode ter morrido na Batalha de Almançora no Egito, da Sétima Cruzada, ocorrida entre 8 a 11 de fevereiro de 1250. Porém de acordo com o cronista João de Joinville, durante junho de 1249 os cruzados capturaram a cidade de Damieta, onde acampariam até o inverno. Porém, o Sultão do Egito teria oferecido uma recompensa pela cabeça dos cristãos, e desta forma, os sarracenos os teriam matado, e roubado suas cabeças decapitadas. Entre esses guerreiros, estaria o pai de Amícia.
Após a morte do marido, Petronila se casou com Henrique II, Senhor de Sully, com quem teve três filhos.

## Casamento e filhos

Brasão da Casa de Courtenay, na qual Amícia nasceu.

Amícia se casou com Roberto II de Artésia, conde de Artésia, através de contrato de casamento datado em 13 de junho de 1259, em Paris. Ele era filho de Roberto I de Artésia e de Matilde de Brabante. O casal teve três filhos:
- Matilde de Artésia, (Artésia, 1268 - Paris, 27 de outubro de 1329), esposa de Otão IV, conde da Borgonha. O casal teve a seguinte descendência: Joana II, condessa da Borgonha, condessa de Artésia e rainha de França e Navarra, Branca da Borgonha, rainha de França e Navarra, e um filho, Roberto, conde de Borgonha.
- Filipe de Artésia (Artésia, 1269 - Furnes, 11 de setembro de 1298), marido de Branca da Bretanha, filha de João II, Duque da Bretanha e Beatriz de Inglaterra, filha do Rei Henrique III de Inglaterra e Leonor da Provença. O casal teve cinco filhas: Margarida de Artésia, condessa de Évreux, Joana, condessa de Foix, Isabel, Maria e Catarina, e um filho, Roberto III de Artésia.
- Roberto de Artésia (n.1271).

Amícia morreu em 1275 e foi enterrada em Roma.